# Bertoni (Motorradhersteller)
Bertoni war ein italienischer Motorradhersteller mit Sitz im lombardischen Lodi. Das Unternehmen wurde 1948 von Luigi Bertoni gegründet, einem Motorsportfunktionär und sportlichen Leiter des Motorradclubs Emilio Marchi. Die Produktion wurde 1956 eingestellt.

## Geschichte
Luigi Bertoni begann 1948 mit der Entwicklung eigener Rennmotorräder. Die ersten Maschinen waren mit einem luftgekühlten Zweitakt-Zweizylindermotor mit 125 cm³ Hubraum ausgestattet und wurden von seinem Sohn „Nina“ Bertoni sowie dem Fahrer Battista Soresini auf dem Rundkurs von Lodi eingesetzt. Ziel war es, mit Eigenentwicklungen an Motorradrennen teilzunehmen. Die Motorräder hatten eine Trapezgabel und eine spezielle Doppelfeder-Hinterradaufhängung unterhalb der Sitzstrebe. Obwohl sie sich noch im Entwicklungsstadium befanden, fanden die Prototypen in der Fachpresse Anerkennung.
In den Folgejahren wurden die Fahrzeuge verbessert, und es kam zu einer kleinen Serienfertigung. 1948/49 wurde das Modell Daino 125 Competizione als straßenzugelassenes Sportmotorrad produziert. Es war ein leichtes Motorrad mit Zweitaktmotor, das vor allem in Belgien und Luxemburg unter dem Markennamen „Daino“ verkauft wurde.
Im Jahr 1953 stellte Bertoni ein weiteres Produkt vor, den Fanfullino, einen Fahrradhilfsmotor, mit dem er auf den Boom der motorisierten Fahrräder in Italien reagierte.

## Ende der Produktion
Bis 1956 wurden etwa 1150 Motorräder hergestellt. Der größte Teil der Produktion wurde nach Belgien und Luxemburg exportiert. Dort änderte sich jedoch die Gesetzeslage bezüglich leichter Motorräder ohne Pedale, was zu einem drastischen Marktrückgang führte. Daraufhin beendete Luigi Bertoni die Motorradproduktion und widmete sich der Fahrzeugwartung und -reparatur sowie dem Automobilsport.
Der Betrieb existiert bis heute unter dem Namen Officina Ricaboni am ursprünglichen Standort in Lodi weiter. Eine direkte Verbindung zum bekannten Ingenieur Franco Bertoni, der u. a. für MV Agusta tätig war, besteht nicht.

## Modelle
- Bertoni 125 GP Prototypen (1948)
- Daino 125 Competizione (1948–1949)
- Fanfullino Hilfsmotor (ab 1953)